# GPR45
GPR45 (англ. G protein-coupled receptor 45) – білок, який кодується однойменним геном, розташованим у людей на короткому плечі 2-ї хромосоми.  Довжина поліпептидного ланцюга білка становить 372 амінокислот, а молекулярна маса — 41 967.
| 10         |  | 20         |  | 30         |  | 40         |  | 50         |
| ---------- |  | ---------- |  | ---------- |  | ---------- |  | ---------- |
| MACNSTSLEA |  | YTYLLLNTSN |  | ASDSGSTQLP |  | APLRISLAIV |  | MLLMTVVGFL |
| GNTVVCIIVY |  | QRPAMRSAIN |  | LLLATLAFSD |  | IMLSLCCMPF |  | TAVTLITVRW |
| HFGDHFCRLS |  | ATLYWFFVLE |  | GVAILLIISV |  | DRFLIIVQRQ |  | DKLNPRRAKV |
| IIAVSWVLSF |  | CIAGPSLTGW |  | TLVEVPARAP |  | QCVLGYTELP |  | ADRAYVVTLV |
| VAVFFAPFGV |  | MLCAYMCILN |  | TVRKNAVRVH |  | NQSDSLDLRQ |  | LTRAGLRRLQ |
| RQQQVSVDLS |  | FKTKAFTTIL |  | ILFVGFSLCW |  | LPHSVYSLLS |  | VFSQRFYCGS |
| SFYATSTCVL |  | WLSYLKSVFN |  | PIVYCWRIKK |  | FREACIELLP |  | QTFQILPKVP |
| ERIRRRIQPS |  | TVYVCNENQS |  | AV         |  |            |  |            |

A: Аланін

C: Цистеїн

D: Аспарагінова кислота

E: Глутамінова кислота

F: Фенілаланін

G: Гліцин

H: Гістидин

I: Ізолейцин

K: Лізин

L: Лейцин

M: Метіонін

N: Аспарагін

P: Пролін

Q: Глутамін

R: Аргінін

S: Серин

T: Треонін

V: Валін

W: Триптофан

Кодований геном білок за функціями належить до рецепторів, g-білокспряжених рецепторів, білків внутрішньоклітинного сигналінгу. 
Задіяний у такому біологічному процесі як поліморфізм. 
Локалізований у клітинній мембрані, мембрані.